# Alfred Krause (Politiker)
Alfred Krause (* 4. November 1915 in Ostritz, Oberlausitz; † 7. Juni 1988 in Berlin) war ein deutscher Politiker (CDU).

## Leben
Krause besuchte eine Gewerbeschule und eine Handelsschule. Nach einer Lehre als Buchbinder und Verlagskaufmann arbeitete er beim Germania-Verlag. Bis 1933 war er Mitglied des Windthorstbundes und bis 1935 auch bei der Bündischen Jugend. 1943 wurde Krause von der Wehrmacht eingezogen. Im folgenden Jahr geriet er in sowjetische Kriegsgefangenschaft.
Nach dem Zweiten Weltkrieg trat Krause bereits 1945 der CDU bei. Von 1947 bis 1950 war er Leiter eines Sozialamts in der Lausitz. 1950 wechselte er nach West-Berlin, wo er Angestellter wurde. Bei der Berliner Wahl 1954 wurde er in die Bezirksverordnetenversammlung (BVV) im Bezirk Wedding gewählt. Bei der folgenden Wahl 1958 wurde Krause in das Abgeordnetenhaus von Berlin gewählt. Im September 1969 schied er aus dem Parlament aus, da die BVV Wedding ihn als Bezirksstadtrat für Sozialwesen wählte. Bis 1975 war er Stadtrat.
Krause war von 1956 bis 1973 Vorsitzender der CDU Wedding.